# AFC Cup 2012
De AFC Cup 2012 is de achtste editie van dit voetbalbekertoernooi voor clubteams dat door de Asian Football Confederation (AFC) wordt georganiseerd.
De titelhouder is Nasaf Qarshi dat in de finale Kuwait SC met 2-1 versloeg.

## Deelname
Aan het toernooi namen 32 clubs deel, inclusief de vier uitgeschakelde clubs in de voorronde van de AFC Champions League 2012.
- 4 clubs via AFC CL: Neftçi Fargʻona, Al-Ettifaq, Chonburi F.C. en Persipura Jayapura
- 3 clubs uit:  Koeweit
- 2 clubs uit:  Jordanië, Syrië ,  Irak ,  Oman ,  Libanon ,  India ,  Vietnam ,  Singapore ,  Hongkong  Malediven, Myanmar
- 1 club uit:  Jemen,  Indonesië,  Maleisië

## Kwalificatie play-off
De loting voor de kwalificatie play-off vond plaats in Kuala Lumpur, Maleisië op 6 december 2011. De winnaar plaatste zich voor de Groepsfase
|                              |                                         |       |                                                          |                                                                                      |
| 18 februari 2012 16:00 UTC+5 | Victory                                 | 3 – 4 | Al-Tilal                                                 | Rasmee Dhandu Stadium, Malé Toeschouwers: 2.500 Scheidsrechter: Saeid Mozaffarizadeh |
| 18 februari 2012 16:00 UTC+5 | Umair 36' (pen.), 59' (pen.) Shafiu 50' |       | Baleid 23' (pen.) Ramzi 32' Al Omzae 45+4' Al Roatde 77' | Rasmee Dhandu Stadium, Malé Toeschouwers: 2.500 Scheidsrechter: Saeid Mozaffarizadeh |

De loting voor de groepsfase vond plaats op 6 december 2010 in Kuala Lumpur, Maleisië.
Speeldata
1e wedstrijd: 6 en 7 maart
2e wedstrijd: 20 en 21 maart
3e wedstrijd: 3 en 4 april
4e wedstrijd: 10 en 11 april
5e wedstrijd: 24 en 25 april
6e wedstrijd: 8 en 9 mei
Eindklassering in de groepen kwam bij gelijk puntentotaal op basis van onderlinge resultaten tot stand.

#### Groep A
| Team       | AW | W | G | V | DV | DT | DS | Pnt |
| ---------- | -- | - | - | - | -- | -- | -- | --- |
| Al-Qadsia  | 6  | 3 | 1 | 2 | 14 | 7  | +7 | 10  |
| Al-Suwaiq  | 6  | 3 | 1 | 2 | 8  | 9  | −1 | 10  |
| Al-Faisaly | 6  | 2 | 3 | 1 | 10 | 7  | +3 | 9   |
| Al-Ittihad | 6  | 1 | 1 | 4 | 5  | 14 | −9 | 4   |

#### Groep B
| Team        | AW | W | G | V | DV | DT | DS  | Pnt |
| ----------- | -- | - | - | - | -- | -- | --- | --- |
| Arbil       | 6  | 4 | 2 | 0 | 11 | 5  | +6  | 14  |
| Kazma       | 6  | 3 | 2 | 1 | 10 | 6  | +4  | 11  |
| Al-Oruba    | 6  | 2 | 2 | 2 | 10 | 8  | +2  | 8   |
| East Bengal | 6  | 0 | 0 | 6 | 2  | 14 | −12 | 0   |

#### Groep C
| Team       | AW | W | G | V | DV | DT | DS  | Pnt |
| ---------- | -- | - | - | - | -- | -- | --- | --- |
| Al-Ettifaq | 6  | 4 | 2 | 0 | 18 | 7  | +11 | 14  |
| Al-Kuwait  | 6  | 3 | 2 | 1 | 17 | 10 | +7  | 11  |
| Al-Ahed    | 6  | 2 | 1 | 3 | 7  | 11 | −4  | 7   |
| VB         | 6  | 0 | 1 | 5 | 9  | 23 | −14 | 1   |

#### Groep D
| Team            | AW | W | G | V | DV | DT | DS | Pnt |
| --------------- | -- | - | - | - | -- | -- | -- | --- |
| Al-Wehdat       | 6  | 4 | 0 | 2 | 15 | 9  | +6 | 12  |
| Neftçi Fargʻona | 6  | 3 | 2 | 1 | 11 | 7  | +4 | 11  |
| Al-Oruba        | 6  | 2 | 1 | 3 | 8  | 10 | −2 | 7   |
| Salgaocar       | 6  | 1 | 1 | 4 | 6  | 14 | −8 | 4   |

#### Groep E
| Team       | AW | W | G | V | DV | DT | DS  | Pnt |
| ---------- | -- | - | - | - | -- | -- | --- | --- |
| Al-Shorta  | 6  | 5 | 0 | 1 | 14 | 6  | +8  | 15  |
| Al-Zawra'a | 6  | 4 | 0 | 2 | 12 | 5  | +7  | 12  |
| Safa       | 6  | 3 | 0 | 3 | 6  | 7  | −1  | 9   |
| Al-Tilal   | 6  | 0 | 0 | 6 | 1  | 15 | −14 | 0   |

#### Groep F
| Team             | AW | W | G | V | DV | DT | DS | Pnt |
| ---------------- | -- | - | - | - | -- | -- | -- | --- |
| Kitchee          | 6  | 3 | 2 | 1 | 9  | 4  | +5 | 11  |
| Terengganu       | 6  | 3 | 1 | 2 | 10 | 8  | +2 | 10  |
| Song Lam Nghe An | 6  | 2 | 1 | 3 | 6  | 9  | −3 | 7   |
| Tampines Rovers  | 6  | 1 | 2 | 3 | 3  | 7  | −4 | 5   |

#### Groep G
| Team          | AW | W | G | V | DV | DT | DS | Pnt |
| ------------- | -- | - | - | - | -- | -- | -- | --- |
| Chonburi      | 6  | 4 | 2 | 0 | 10 | 5  | +5 | 14  |
| Home United   | 6  | 3 | 1 | 2 | 9  | 6  | +3 | 10  |
| Citizen       | 6  | 2 | 1 | 3 | 9  | 12 | −3 | 7   |
| Yangon United | 6  | 0 | 2 | 4 | 4  | 9  | −5 | 2   |

#### Groep H
| Team             | AW | W | G | V | DV | DT | DS | Pnt |
| ---------------- | -- | - | - | - | -- | -- | -- | --- |
| Kelantan         | 6  | 4 | 1 | 1 | 10 | 5  | +5 | 13  |
| Arema            | 6  | 2 | 1 | 3 | 12 | 12 | 0  | 7   |
| Navibank Saigon  | 6  | 2 | 1 | 3 | 10 | 12 | −2 | 7   |
| Ayeyawady United | 6  | 2 | 1 | 3 | 7  | 10 | −3 | 7   |

## Achtste finale
De groepswinnaars kregen het thuisrecht toebedeeld. De wedstrijden werden op 22 en 23 mei gespeeld.
|               | Uitslag           |                 |
| ------------- | ----------------- | --------------- |
| Al-Qadsia     | 1-1 n.V. (1-3 ns) | Al-Kuwait       |
| Al-Ettifaq    | 1-0               | Al-Suwaiq       |
| Arbil Club    | 4-0               | Neftçi Fargʻona |
| al-Wihdat     | 2-1 n.V.          | Kazma           |
| Al Shorta     | 3:0               | Home United     |
| Chonburi F.C. | 1-0               | Al-Zawraa       |
| Kitchee       | 0-2               | Arema Malang    |
| Kelantan      | 3-2               | Terengganu      |

## Kwartfinale
De loting voor de kwartfinale vond plaats op 14 juni 2012 in Kuala Lumpur, Maleisië. De heenwedstrijden worden gespeeld op 18 september, de terugwedstrijden op 25 september en 26 september 2012.
| Team 1    | Uitslagen    | Team 2     |
| --------- | ------------ | ---------- |
| Al-Kuwait | 0-0,3-0      | Al-Wehdat  |
| Arema     | 0-2,0-2      | Al-Ettifaq |
| Arbil     | 5-1,1-1      | Kelantan   |
| Chonburi  | 1-2,4-2 n.v. | Al-Shorta  |

## Halve finale
De loting voor de halve finale vond ook plaats op 14 juni 2012 in Kuala Lumpur, Maleisië. De heenwedstrijden worden op 2 oktober gespeeld, de terugwedstrijden op 23 oktober.
| Team 1    | Uitslagen | Team 2     |
| --------- | --------- | ---------- |
| Al-Kuwait | 4-1,2-0   | Al-Ettifaq |
| Arbil     | 4-1,4-1   | Chonburi   |

## Finale
|                             |       |        |                                                 | |
| 3 november 2012 17:00 UTC+3 | Arbil | 0-4    | Al-Kuwait                                       | Franso Hariri Stadium, Arbil Toeschouwers: 30,000 Scheidsrechter: Valentin Kovalenko (Oezbekistan) |
| 3 november 2012 17:00 UTC+3 |       | Report | Hammami 3' (pen.), 90' Rogerinho 42' Khamis 83' | Franso Hariri Stadium, Arbil Toeschouwers: 30,000 Scheidsrechter: Valentin Kovalenko (Oezbekistan) |